# Liste der Monuments historiques in Longaulnay
Die Liste der Monuments historiques in Longaulnay führt die Monuments historiques in der französischen Gemeinde Longaulnay auf.

## Liste der Bauwerke
| Bezeichnung                   | Beschreibung                                | Standort | Kennzeichnung | Schutzstatus | Datum | Bild |
| ----------------------------- | ------------------------------------------- | -------- | ------------- | ------------ | ----- | ---- |
| Château de Caradeuc (Schloss) | auch auf dem Gebiet der Gemeinde Saint-Pern | (Lage)   | PA00089458    | Inscrit      | 2011  |      |